# Зденек Коукал
Зденек Коукал (чеськ. Zdeněk Koukal, нар. 14 березня 1984) — чеський футболіст, захисник клубу «Вікторія» (Пльзень).
Виступав, зокрема, за клуби «Богеміанс 1905», «Тепліце» та «Пршибрам», а також молодіжну збірну Чехії.

## Клубна кар'єра
Народився 14 березня 1984 року. Вихованець юнацьких команд футбольних клубів "Богеміанс 1905 та «Фільсгофен».
У дорослому футболі дебютував 2002 року виступами за команду клубу «Богеміанс 1905», в якій провів один сезон, взявши участь у 13 матчах чемпіонату.
Згодом з 2003 по 2004 рік грав у складі команд клубів «Атлантик Слован» з Пардубіце (на умовах оренди) та «Богеміанс 1905».
Своєю грою за останню команду привернув увагу представників тренерського штабу клубу «Тепліце», до складу якого приєднався 2004 року. Відіграв за команду з Тепліце наступні два сезони своєї ігрової кар'єри.
Протягом 2006–2010 років захищав кольори клубів «Височина», «Банік» (Соколов), «Тепліце», «Вікторія» (Жижков) та «Банік» (Острава).
2010 року уклав контракт з клубом «Пршибрам», у складі якого провів наступні три роки своєї кар'єри гравця. Більшість часу, проведеного у складі «Пршибрама», був основним гравцем захисту команди.
До складу клубу «Вікторія» (Пльзень) приєднався 2013 року. 

## Виступи за збірні
2002 року дебютував у складі юнацької збірної Чехії, взяв участь у 7 іграх на юнацькому рівні.
2004 року залучався до складу молодіжної збірної Чехії. На молодіжному рівні зіграв у 3 офіційних матчах.